# Goerodes divaricatus
Goerodes divaricatus är en nattsländeart som beskrevs av Weaver 1989. Goerodes divaricatus ingår i släktet Goerodes och familjen kantrörsnattsländor. Inga underarter finns listade i Catalogue of Life.